# 莫贝克 (芒什省)
莫贝克（法語：Mobecq，法語發音：[mɔbɛk]）是法国芒什省的一个旧市镇，属于库唐斯区。2016年，莫贝克与市镇临近的8个市镇合并为新市镇拉艾。

## 地理
莫贝克（49°16'21"N, 1°31'4"W）面积7.99 平方千米，位于法国诺曼底大区芒什省，该省份为法国西北部沿海省份，西、北、东北三面环大西洋，东起顺时针与卡爾瓦多斯省、奧恩省、马耶讷省和伊勒-维莱讷省接壤。
与莫贝克接壤的市镇（或旧市镇、城区）包括：艾河畔昂戈维尔、拉艾、蒙瑟内勒、韦利。

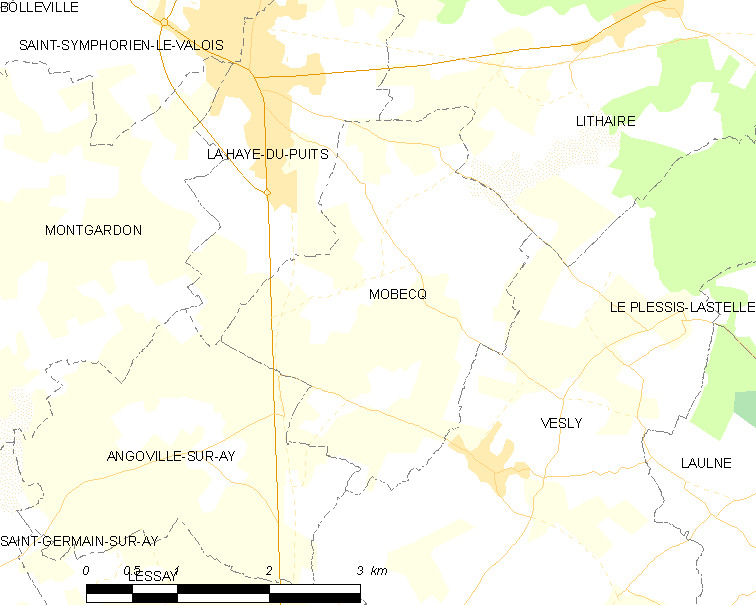
的OSM定位图

莫贝克的时区为UTC+01:00、UTC+02:00（夏令时）。

## 行政
莫贝克的邮政编码为50250，INSEE市镇编码为50330。

## 政治
莫贝克所属的省级选区为克雷昂斯县。

## 人口

1962-2008年间人口变化图示

莫贝克于2018年1月1日时的人口数量为239人。